# إدي أوينز
إدي أوينز (26 ديسمبر 1953 في الولايات المتحدة - ) (بالإنجليزية: Eddie Owens)‏ هو لاعب كرة سلة أمريكي في مركز هجوم صغير الجسم. لعب مع بوفالو بريفز وRochester Zeniths (basketball) ‏.

## وصلات خارجية
- إدي أوينز على موقع إن بي أي (الإنجليزية)
- إدي أوينز على موقع سبورتس رفرنس (الإنجليزية)
- إدي أوينز على موقع كلية كرة السلة في سبورتس رفرنس.كوم (الإنجليزية)
- إدي أوينز على موقع ريلجم (الإنجليزية)
- إدي أوينز على موقع بروبوليرز (الإنجليزية)